# Дрим-поп
Дрим-поп (англ. Dream Pop) — стиль альтернативного и поп-рока, образовавшийся в начале 1980-х годов на стыке постпанка и этереала. Для дрим-попа характерно атмосферное, «мечтательное» звучание, сочетающееся с «воздушными», нежными поп-мелодиями. Основателем этого стиля считается шотландская группа Cocteau Twins, издававшаяся на ставшем культовым лейбле 4AD, который позднее сотрудничал со многими дрим-поп-коллективами. В конце 1980-х на основе дрим-попа развились такие музыкальные направления, как шугейзинг.

## История и представители
В числе «прото-дрим-поповых» песен, в которых впервые начинают оформляться каноны стиля, можно назвать, например, «Sunday Morning» The Velvet Underground и «#9 Dream» Джона Леннона, сочетающие в себе атмосферное «звенящее» звучание и «мечтательный», с придыханием вокал. Из других исполнителей, оказавших влияние на это направление, следует отметить основоположников этереала Cocteau Twins и This Mortal Coil, The Cure, спейс-рокеров Spacemen 3 и т. д. В становлении дрим-попа как стиля важную роль сыграли такие независимые лейблы, как 4AD, Creation Records и Sarah Records, вокруг которых и формировалась британская дрим-поповая сцена. Готик-роковый по происхождению 4AD, на котором записывались Cocteau Twins и This Mortal Coil, позднее работал с такими важными дрим-поповыми исполнителями, как Pale Saints, Lush, His Name Is Alive, A.R. Kane и другими, Creation Records под руководством Алана МакГи с самого начала концентрировался на дженгл-, нойз- и дрим-попе и издавал записи таких музыкантов, как Slowdive, My Bloody Valentine, Ride; Sarah Records, преимущественно инди-поповый лейбл, выпускал St. Christopher, Secret Shine, Eternal. В Америке инициативу подхватили изначально тви-поповый Slumberland Records (Black Tambourine, Lilys, Lorelei) и Vernon Yard (Low). Кроме того, в числе лидеров американского дрим-попа называют вышедших из «андеграунда Пейсли» Mazzy Star, а также такие неопсиходелические инди-поп-группы, как The Flaming Lips и Mercury Rev.

## Влияние на другие стили

### Шугейзинг
Более шумная, громкая и агрессивная ветвь дрим-попа получила название «шугейзинг»; этот стиль стал известен благодаря таким музыкантам, как Lush, Slowdive, My Bloody Valentine и т. д., комбинировавшим «атмосферность» дрим-попа с энергичностью таких постпанк-групп, как Sonic Youth и The Chameleons. Шугейзинг, храня верность дрим-поповому звучанию и атмосфере, тяготел в то же время к большей энергии и напористости.

### Дальнейшее развитие
В то время как шугейзинг стал прямым продолжением дрим-попа, среди других направлений, на которые произвел влияние этот стиль, следует отметить, например, трип-хоп, слоукор и построк, для которых, как и для дрим-попа, характерен отказ от свойственной классической рок-музыке энергичности и резкости в пользу большей абстрактности, атмосферности и мелодичности. Развитие же самого дрим-попа продолжилось в 1990-x и начале 2000-x годов — к этому направлению причисляют (нередко с оговорками) такие появившиеся в те годы коллективы, как Sigur Rós, M83, Mercury Rev, ...And You Will Know Us by the Trail of Dead, Dubstar, Laika, Asobi Seksu, Broken Social Scene, Readymade, Bethany Curve, Halou, Windy & Carl, Trespassers William, Southpacific, Amusement Parks on Fire, Mira, Yume Bitsu, Devics, Xinlisupreme, Mew, Air Formation, Still Corners, Psychic Ills, Charlene, Auburn Lull, Blonde Redhead. Иногда к ним применяется несколько пренебрежительное определение «нью-гейз» (от «шугейз»).